# Box e Quotations from Chairman Mao Tse-Tung
Box e Quotations from Chairman Mao Tse-Tung sono due opere teatrali del drammaturgo statunitense Edward Albee, che le definisce come "due opere separate e un'opera unica allo stesso tempo", sempre rappresentate in repertorio a partire dal debutto a Buffalo nel 1968.

## Trama

### Box
Box è un monologo astratto e un'opera teatrale senza personaggi. La pièce comincia con la voce di una donna che risuona dal fondo della platea e dai lati del teatro, mentre il pubblico osserva una scatola sul palco. La donna, sempre invisibile, sprofonda in un umore elegiaco e riflessivo, mentre parla del fatto di essersi nascosta in una scatola per nascondersi dalla decadenza sociale e artistica che inevitabilmente porterà al disastro.

### Quotations from Chairman Mao Tse-Tung
In una spiaggia che dà sull'oceano due figure giacciono sulle sdraio: una è una donna sulla sessantina, l'altro un anziano religioso. La donna comincia il suo racconto autobiografico, che tratta della morte del marito, del difficile rapporto con la figlia, di un incidente a cui ha assistito e del suo tentativo di suicido.